# Suthi Manyakass
Suthi Manyakass (in thailandese สุทธิ มัณยากาศ; Bangkok, 10 agosto 1938) è un ex velocista thailandese.

## Biografia
Nel 1959 vinse le gare sui 100 metri, sui 200 e con la staffetta 4×100 alla prima edizione del Giochi del Sud-est asiatico, ripetendosi sui 100 m nell'edizione del 1961.
Partecipò ai Giochi olimpici di Roma 1960 e Tokyo 1964 gareggiando sui 100 metri e con la staffetta 4×100 m senza mai andare oltre il primo turno.

## Palmarès
| Anno | Manifestazione              | Sede    | Evento                | Risultato | Prestazione | Note  |
| ---- | --------------------------- | ------- | --------------------- | --------- | ----------- | ----- |
| 1959 | Giochi del Sud-est asiatico | Bangkok | 100 metri piani       | Oro       | 10"4        |       |
| 1959 | Giochi del Sud-est asiatico | Bangkok | 200 metri piani       | Oro       | 21"5        |       |
| 1959 | Giochi del Sud-est asiatico | Bangkok | Staffetta 4×100 metri | Oro       | 42"4        |       |
| 1960 | Giochi olimpici             | Roma    | 100 metri piani       | Batteria  |             | [ 2 ] |
| 1960 | Giochi olimpici             | Roma    | Staffetta 4×100 metri | Batteria  |             | [ 3 ] |
| 1961 | Giochi del Sud-est asiatico | Rangoon | 100 metri piani       | Oro       | 10"4        |       |
| 1964 | Giochi olimpici             | Tokyo   | 100 metri piani       | Batteria  |             | [ 4 ] |
| 1964 | Giochi olimpici             | Tokyo   | Staffetta 4×100 metri | Batteria  |             | [ 5 ] |